# بیلی میچل (بازیکن فوتبال)
بیلی میچل (انگلیسی: Billy Mitchell؛ زادهٔ ۷ آوریل ۲۰۰۱) بازیکن فوتبال اهل بریتانیا است.
از باشگاه‌هایی که در آن بازی کرده‌است می‌توان به باشگاه فوتبال میلوال اشاره کرد.